# Red Squares
Red Squares, brittisk popgrupp bildad 1964 i Boston, Lincolnshire, England, och bestod av David "Geordie" Garriock (sång), Ronnie Martin (sång), Pete Mason (basgitarr och sång), "Andy Bell" (trummor) och Mick Rothwell (gitarr). En kort tid medverkade även den norske sångaren Jahn Teigen i gruppen. Efter att ha nått begränsad framgång i hemlandet med sin stämsång utvandrade gruppen till Danmark våren 1966 där de också gjorde stor succé. Deras största hit blev en cover på The Four Seasons "Sherry". Uppföljaren "Lollipop" blev också en framgång. Båda dessa låtar nådde också höga placeringar på Tio i topp i Sverige (#1 respektive #2).

## Medlemmar

### Nuvarande medlemmar
- David "Geordie" Garriock – sång, bortgången
- Johan Gerup – gitarr, sång
- Leif Svorin – keyboard, sång
- Birger Svanholt – basgitarr, sång
- Claus Langeskov – trummor, sång

### Tidigare medlemmar
- Howie Gee – trummor
- Ronnie Martin – sång
- Pete Mason – basgitarr, sång
- Andy Bell – trummor
- Mick Rothwell – gitarr
- Jahn Teigen – sång
- Michael "Rik" Maloney – trummor
- Dave Bell – gitarr, sång
- Stevie McGee – gitarr, sång
- Dennis Hastings – basgitarr, sång
- Michael Rasmussen – gitarr, sång
- Helge Solberg – basgitarr, sång
- Chris Poulsen – basgitarr, sång
- Mogens Christensen – gitarr, sång
- Gert Gunther – trummor, sång
- Ola Juul – trummor, sång
- Paul Callaby – trummor, sång
- John "Farmer" Konrad – gitarr, sång
- Johan Gerup – gitarr, sång
- Thyge Driesler – keyboard, sång
- Lars Gyldenkærne – basgitarr, sång
- Chris Poulsen – basgitarr, sång
- Søren Jørgensen – basgitarr, sång
- Marius Ignat – basgitarr, sång

## Diskografi (urval)

### Studioalbum
- Red Squares (1964)
- It's Happening (1967)
- Back on the Road (1989)
- Angel This Is It (1990)
- Our Christmas Hits (2010)

### Livealbum
- Live + 3 (1999)
- Live Volume 2 (2009)

### Singlar
- "Sherry" / "You Can Be My Baby" (1966)
- "Pity Me" / "Any Other Girl" (1966)
- "All My Crying" / "Kiss Her Goodbye" (1967)
- "Turning Around" / "You Can Be My Baby" (1967)
- "Lollipop" / "Evil Spell" (1967)
- "Mr. Lonely" / "True Love Story" (1967)
- "Five Times I've Said Goodbye" (1969)
- "Good News" (1969)
- "Goodbye My Love" (1989)

### Samlingsalbum
- Red Squares Favoritter (1974)